# Håkan Larsson
Lars Håkan Larsson (Estocolmo, 23 de janeiro de 1958) é um ex-ciclista sueco de ciclismo de estrada. Competiu nos Jogos Olímpicos de Verão de 1984 em Los Angeles, onde fez parte da equipe sueca que terminou em quinto lugar na prova de 100 km contrarrelógio por equipes.